# Ведмедь, Афанасий Тимофеевич
Афанасий Тимофеевич Ведмедь (..07.1910 — ?) — управляющий отделением Саливонковского свеклосовхоза Министерства сельского хозяйства СССР, Васильковский район Киевской области, Герой Социалистического Труда (08.05.1951).
Родился в июле 1910 года в с. Гребенки (сейчас Васильковский район Киевской области Украины).
Окончил сельскохозяйственный техникум.
С 11.11.1941 по 1946 год служил в армии. Участник Великой Отечественной войны, начальник продовольственно-фуражного снабжения 1337 сп, помощник начальника продовольственно-фуражного снабжения по питанию и хлебопечению 318 Новороссийской стрелковой дивизии, старший лейтенант интендантской службы. Награждён двумя орденами Красной Звезды (25.12.1942, 08.02.1944) и орденом Отечественной войны I степени (15.12.1943).
После демобилизации — управляющий отделением Саливонковского свеклосовхоза Министерства сельского хозяйства СССР, Васильковский район Киевской области.
В 1946—1949 годах участвовал в испытаниях новых свеклоуборочных машин.
За получение высоких урожаев сахарной свёклы и элитных свеклосемян Указом Президиума Верховного Совета СССР от 08.05.1951 присвоено звание Героя Социалистического Труда с вручением ордена Ленина и золотой медали «Серп и Молот».